# Vojnić od Bajše
Vojnić od Bajše (Vojnić Bajšanski, Vojnić Bajšai, Bajsai Vojnits , Vojnics Bajsai) je bila plemićka obitelj bačkih Hrvata, podrijetlom iz Dalmacije.
Spadaju u treću granu hrvatskog plemstva u Bačkoj. To su obitelji koje su plemstvo zadobile tijekom 1700-tih godina.
Ova je obitelj imala velike zemljišne posjede po Bačkoj. U Bajši su od 1759. bili vlasnici više od pola sela, u kojem je izgradila crkve i 1931. donijela prvu nogometnu loptu. Bili su i posjednici u Subotici i Zobnatici.

## Povijest
Jedno su od najstarijih bunjevačkih, odnosno dalmatinsko-hercegovačkih prezimena. Spominju se prije 600 godina u darovnici skupa sa stanovnicima današnjeg sela Hardomilje. Sjedište plemenu Vojnića bilo je u današnjem selu Vojniću koje se nalazi između Ljubuškog i Vrgorca na staroj rimskoj cesti. Zbog starosti nastanka, prezime se vremenom razgranalo. Od Vojnića su hajduk Andrijica Šimić i pjesnik Antun Branko Šimić. Budući da je ovo prezime često među Slavenima, vrlo je vjerojatno nisu svi Vojnići od istog roda.
Postoji prijepis diplome od 4. listopada 1289. o dodjeli privilegija poljičkom plemstvu te o plemićkoj diplomi Vojniću iz Rogoznice, za koju neki autori tvrde da je krivotvorina.
Pri seobi Bunjevaca u Lič bilo je nekoliko skupina. U seobi iz 1605. skupinu Vojnića činili su prezimena Matijević, Galešić, Petković, Vojnović, Gudelić, Božić, Vojnić, Pavličić, Jujrević i Stojčević. U drugoj se skupini jedna naziva Krmpoćani, iako je bila iz sela Gorica, Raštana, Prkosa i Tinja na samoj granici Mlečana prema Turcima. Skupno su se nazivali "Vojnić", pa je za pretpostaviti da je i ona skupina Vojnića iz 1605. bila iz ovih sela. Prema istraživanjima i mišljenju Rikarda Pavelića, naziv su dobili po vojništvu, ratničkoj službi. Postoje i selo Vojnić u okolici Ljubuškog i selo Vojnić iza Trilja, na cesti prema Splitu, oba na staroj rimskoj cesti Salona - Narona. I jedni i drugi Vojnići bili su na glasu kao čuvari karavana.
U Bačkoj se spominju već 1687. u subotičkim matrikulama. Već su onda bili među subotičkim graničarima. Danas ima više ogranaka ove obitelji: Vojnić-Hajduk, Vojnić-Purčar, Vojnić-Rogić, Vojnić-Tunić, Vojnić-Mijatov, Vojnić-Kortmiš, Vojnić-Zelić, Vojnić-Đanin.
Izvori bilježe da je 1690. godine bunjevački knez Jablanca Lovro Milinković, potomak Milinka Vojnića, jednog od vođa Bunjevaca pri prvoj seobi u Lič, zbog prenaseljenosti jablanačkog Podgorja zamolio vlasti da im dopusti naseljavanje s druge, ličke, strane Velebita, koja je opustila nakon odlaska Turaka.
Prvi koji je ponio plemićki naslov bio je Stipan Vojnić (István Vojnits, Vojnics) (Subotica, 27. prosinca 1678. - ?), sin Jurja (György) i Uršule Ufkrastović ( Ufkrasztovits Ursula), s dalmatinskog primorja. Oženio je Angelinu Vidaković s kojom je imao pet sinova (Luku, Jakova, Andriju, Šimun i Mihovila) i kćer Magdalenu. I Stipan i predci su mu se istakli ratovanjem u austrijskoj vojsci u borbama za oslobađanje panonskih i drugih krajeva od Turaka. Također su za Rakoczyjeve bune borili su se u carskim austrijskim postrojbama.
Plemićki je naslov stekao prije nego što je ukinuta Potiska vojna granica, odnosno stekao ga je 28. listopada 1741. u Požunu, a dodijelila mu ga je carica Marija Terezija. Plemićku povelju i ugarsku grbovnicu dobili su braća Ivan i Stipan Vojnić, žena Stipanova Anđela pl.Vidaković.
U tituli piše "Stipanu Vojniću i njegovim predcima za vjernost i službu, kao i Stipanu Vojniću za sudjelovanje u bitkama protiv Turaka, za prolivenu krv njegovih predaka i sa uvjerenjem da će i dalje biti vjeran kraljevskom dvoru". Odnosno, navodi se da se plemstvo dodjeljuje Stipanu Vojniću, njegovoj supruzi Angelini rođ. Vidaković, sinovima Luki,
Andriji, Jakobu, Josipu, Simeonu i Matiji, kćeri Ani, bratu Ivanu, začetniku loze Vojnić-Hajduk
i njegovoj supruzi Mariji, rođ. Milanković. Da bi dobili plemstvo, Stipan je Vojnić još morao 16. siječnja 1742. uplatiti 1000 forinta u blagajnu Mađarske kraljevske kancelarije u Beču, a 500 forinta njegov brat Ivan. 19. rujna 1742. na zasjedanju Županijske kongregacije u Baču diploma je registrirana i objavljena.
1743. je godine Stipan je postao glavnim tužiteljem u Subotici, čime je postao najuglednija osoba tog kraja. Njegovi sinovi Luka (Lukács) i Jakov (Jakab) kupili su 1759. polovinu sela Bajše te trećinu od Rogatice 1761. godine.  Jakov i Luka Vojnić kupili i posjede u Pačiru i Moravici. Plemićka obitelj Zako zadužila se kod Vojnića 1768., pa je njen dvorac s imanjem bio u vlasništvu Vojnića sve dok 1818. Zakoi to nisu vratili.
Radilo se o tome da su ga Vojnići dobili kao kompenzaciju za dugove plemića Stevana Zaka. Dvorac je obnovljen 1818. u stiliu klasicizma i vraćen u vlasništvo obitelji Zako, ponajviše zahvaljujući unuku Stevanovom unuku Dimitriju. Druge polovine istog stoljeća Nandor Vamoser kupio je ovaj dvorac.
1793. su godine Vojnići dodali dodatak svom prezimenu, nazvan po njihovom posjedu Bajši, "od Bajšeˇ(mađ. Bajsai). Ova je obitelj složno i s ljubavlju odnosila se prema svom selu. Mnogo su pridonijeli za razvitak seoske infrastrukture, duhovne potrebe (župa, dvije crkve, a jednu su koristile sve tri vjere), pomogli su izgradnju mosta u Osijeku, Sin Luke Vojnića Mate (Máté) izgradio je bolnicu za siromašne 1817., a 1830. više križeva na kalvariji. Subotici su poklonili spomenik sv. Trojstva ispred katedrale svete Terezije Avilske.
Obitelj Vojnića pridonijela je zdravstvenoj infrastrukturi grada Subotice. Ugledni posjednik Matija Vojnić za gradnju buduće bolnice u Subotici priložio je 13.000 forinta. Bilo je to 28. ožujka 1817. godine, u teškim vremenima Europe koja se je još oporavljala od Napoleonskih ratova.
Stipan Vojnić od Bajše (rođen 18. kolovoza 1856.) koji je bio visoki dužnosnik u Bačko-bodroškoj županiji i bio velikim županom, 4. siječnja 1899. stekao je barunat.
1865. na parlamentarnim izborima dali su zastupnika Barbaša Vojnića u izbornom okrugu Stare Moravice.
Dali su počasnog predsjednika uprave nogometnog kluba Bacska Šandora Vojnića ml. od Bajše (Sándor Bajsai Vojnics), zastupnika u ugarskom parlamentu Veleposjednik i državni zastupnik Šandor Vojnić od Bajše (bajsai ifj. Vojnich Sándor) je izabran za počasnog predsjednika Bačke (Bácska Szabadkai Athlétikai Club) na osnivačkoj sjednici 3. kolovoza 1901. godine.
Zabilježeno je da su 1909. dali župnika župe sv. Roka u Subotici, Dezsőa Bajsai Vojnits, svečano ustoličenog 1910., no župljani su negodovali protiv njega, zbog Vojnitsevog slabog poznavanja hrvatskog jezika (”bunyevczul nem tud). Pobunili su se građani, a istakli su se Blaško Perčić, Ivan Ivković Ivandekić, Babijan Malagurski i Antun Stantić, a pisalo se gradskom magistratu, zastupniku državnoga sabora dr Šimi Mukiću, te samom ministru za vjeru i prosvjetu u Budimpeštu. Peticiju "Ne triba nam Vojnics za plebanoša." je činilo 6 araka sa 771 potpisom.
Poslije Prvog svjetskog rata opskrbljavali su vojsku slamom, a na njihovim su salašimajoš 1919. bili smješteni konjaništvo i vojska. 1924. se raspravljalo o eksproprijaciji dijela zemlje ovih plemenitaša u Verušiću, a radi kolonizacije. Kolonistima srpskim dobrovoljcima dodijeljena je "dobrovoljačka boračka parcela" (8 kj. 1102 kv.hv.) na imanjima obitelji Vojnića u Bajši, Pačiru i Subotici.
Kao prava bogata obitelj, putovali su Europom, natjecali se na konjskim trkama i dr. Obitelj Vojnića osobito je bila zastupljena u članstvu Udruženja vlasnika hrtova Bač-bodroške županije, a Jakab (Jakov) Vojnić mlađi bio je jedno vrijeme predsjednik udruženja i zagovornik pokretanja kongresa sličnih udruženja. Vojnići su kao mnogi iz bogatog sloja u Bačkoj 19. stoljeća bili zaljubljenici u lov s hrtovima i trke hrtova. Jakov je fotografiran s hrtom Čilom i ta je fotografija u zbirci fotografija Odjela za povijest Gradskoga muzeja u Subotici. Svjetski slavni ciganski primaš Józsi Piros je povodom natjecanja hrtova u Almašu 1879., objavio niz svojih pesama pod naslovom Agárverseny-csárdás (Čardaš natjecanja hrtova) i posvetio ih predsjedniku udruženja, Jakovu Vojniću od Bajše (Bajsai Vojnich Jakab). Jakovljev sin Jožef, tvorac je arhiva obitelji Vojnić od Bajše. Dio arhiva danas se čuva u subotičkom arhivu i muzeju.
Vojnići su se razišli diljem svijeta, nalazimo ih u Budimpešti, Baji, a bajšanski je ogranak skoro sav izurmo osim jednog potomka, dok u okolnim selima žive potomci ove obitelji.

## Poznati pripadnici
- Oskar Vojnić, svjetski putnik, putopisac
- Marija Vojnić Tošinica, dobrotvorka i humanitarka
- Ištvan Vojnić, donio prvu nogometnu loptu u Bajšu[5]
- Ferenc Borbíró (Ferenc Vojnics)
- Marija Vojnić od Bajše, supruga Józsefa Törleya, tvorca jedne od najpoznatijih marka pjenušaca izvan Šampanje

## Poznati objekti
- zadužbina Marije Vojnić Tošinice u Subotici i Budimpešti (više objekata)
- Crkva Sv. Križa u Subotici, obiteljska kapela[22]
- subotička kalvarija, dao ju je podići Matija Vojnić od Bajše[23]
- kalvarija u Bajši[11]
- Vojnić palača u Subotici, spomenik kulture
- prvu veću ergelu u Bačkoj otvorio je u Zobnatici 1779. godine veleposjednik Ilija Vojnić od Bajše[24]
- stara katolička crkva u Bajši iz 1760. koju su poslije koristile istovremeno sve tri vjere[3]
- župa u Bajši iz 1784.[3]
- nova katolička crkva u Bajši iz 1816.[3]
- dvorac Zako, spomenik kulture, pripadao je obitelji Zako, a pola stoljeća imanje i dvorac bili su u vlasništvu plemenitaške obitelji Vojnića kod kojih su se Zakovi zadužili (sve do 1818.)[8]
- kurija Vojnić u Baji (Arany János u. 1.)
- kapela obitelji Ermel-Vojnić u Bonyhádu

## Zanimljivosti
Najstariji do sada otkriven rukopis koji je napisan na jeziku bunjevačkih Hrvata je iz 1716. godine, a govori o obitelji Vojnić: Od godine 1716 sto su nasi Didovi Ottszi i Stricevi na Czarev slusbi bili kao Militari Vojnits Familija ...1. Naipri pod Segedinom did poginuo Simun kadye grad uzet 2. na doboyu kadsu bili aiduci i sva kraina guka drugi did
Nagrada Mađarske akademije znanosti zove se MTA Vojnits-díj.

## Vanjske poveznice
- Grb obitelji Vojnić na katoličkoj crkvi u Bajši
- Vrata kripte grobnice Vojnić ispod kalvarije
- Vojnits - rodoslov
- Geni.com - obitelj Vojnić
- Vojnich - rodoslov